# The Room Tribute

The Room Tribute (також відома як The Room: The Game) — це пригодницька гра, випущена 3 вересня 2010 року, яка є неофіційною адаптацією фільму «Кімната» 2003 року режисера Томмі Вайзо. Вона була запрограмована засновником Newgrounds Томом Фулпом (Tom Fulp), художнє оформлення створив співробітник Newgrounds Джефф «JohnnyUtah» Банделін (Jeff «JohnnyUtah» Bandelin), а музику написав аніматор Кріс «OneyNG» О'Ніл (Chris «OneyNG» O'Neill). Гра була розроблена в стилі 16-бітної графіки, подібно до подібних ігор за мотивами фільмів «Тремтіння землі» та «Голодні ігри» для власних першоквітневих жартів Newgrounds 2010 та 2012 років.

## Ігровий Процес
The Room Tribute — це графічна пригодницька гра з інтерфейсом point and click. Гравець бере на себе роль Джонні, банкіра з Сан-Франциско, який займається своїм повсякденним життям — приймає душ, ходить на роботу і догоджає своїй майбутній дружині Лізі. Гра розділена на кілька рівнів, кожен з яких має форму нового дня. Кожен рівень починається з того, що Джонні повинен прийняти ванну, а закінчується тим, що він лягає спати; в проміжках між ними Джонні отримує різні місії, які зазвичай передбачають його участь у буденних справах, таких як зустріч з друзями за кавою, купівля нового одягу та гра в м'яч. У вільний від місій час гравець може вільно пересуватися невеликим районом Сан-Франциско, який включає в себе парк, кілька магазинів і будинки друзів Джонні — Марка і Денні. Існує кілька побічних квестів, якими гравець може займатися, коли не виконує місії, наприклад, прочитати щоденні записи Денні або знайти десять захованих ложок, що відкриває розширену кінцівку гри.

## Сюжет
Здебільшого гра повторює сюжет фільму: привітний банкір Джонні допомагає своїм друзям з їхніми повсякденними проблемами, готуючись до свого весілля з майбутньою дружиною Лізою. Коли він дізнається, що Ліза зраджує йому з його найкращим другом Марком, Джонні обурюється і врешті-решт вбиває себе. Гра відрізняється від фільму тим, що показує події лише з точки зору Джонні. Гравець керує Джонні, коли той займається діяльністю, про яку у фільмі лише згадується, наприклад, він береться за таємничого клієнта у своєму банку і здає наркодилера Кріса-Р поліції. Гра також містить кілька жартів, які намагаються надати передісторію та пояснити особливості фільму та його сюжету. Наприклад, сцена у фінальному рівні гри намагається пояснити незрозуміле зникнення персонажа другого плану Пітера з фінального акту, показуючи, що Кріс-Р, який втік, щоб помститися за свій арешт, викрав машину Джонні під час вечірки і вбив Пітера, скоївши ДТП.
Гра починається з прологу, який показує Лізу і Денні на могилі Джонні (статуя Томмі Візо), а потім переходить в рівень, який відбувається за день до початку основної дії фільму, в якому Джонні дізнається, що землетрус відрізав Сан-Франциско від решти штату. Останній рівень гри дозволяє гравцям «зав'язати» вільні сюжетні нитки, що залишилися в кінці фільму, такі як доля Кріса-Р і суперечливі стосунки Джонні з його начальством у банку. Гра також містить епілог, в якому розкривається, що Джонні насправді був інопланетною істотою, яка мешкала в людському тілі; після «самогубства» Джонні повертається на свій материнський корабель, гігантську механічну ложку, що обертається навколо Землі, і нарікає на те, що він і його друзі-інопланетяни, можливо, ніколи не зрозуміють людського життя. Потім Джонні та двоє його товаришів-прибульців приймають форми, що нагадують оголеного Томмі Візо, і починають танцювати, завершуючи гру.
Якщо гравець збере всі заховані ложки протягом гри, а не просто потанцює під час кульмінації, інопланетяни вистрілять у Землю променевою гарматою, яка перетворить планету на гігантську ложку.

## Оцінка
Entertainment Weekly назвав флеш-гру «такою ж затягуючою, як скотч!». Гра також отримала позитивні відгуки від TIME, Wired, Destructoid, The Escapist, Bitmob, Infinite Lives, Westword, Game Culture, та Geeks of Doom.
У мемуарах Грега Сестеро, виконавця головної ролі, «Художник катастроф», Сестеро розповів, що під час зйомок «Кімнати» йому спала на думку ідея зробити Марка співробітником наркополіції під прикриттям, щоб пояснити розрізнені елементи його персонажа, але Візо відкинув цю ідею. Сестеро «добряче посміявся», граючи в гру і побачивши, що її розробники дали Марку схожу передісторію, зобразивши його нарцисичним гедоністом.